# Dave Gallaher
David Gallaher (Ramelton, 30 de octubre de 1873 – Distrito de Ypres, 4 de octubre de 1917) fue un militar, entrenador y rugbista neozelandés, nacido en Irlanda, que se desempeñó como hooker. Representó a los All Blacks de 1903 a 1906, fue capitán y los entrenó de 1907 a 1914.
Lideró a su selección en la gira de 1905–06, la primera de Nueva Zelanda por Europa, obteniendo cuatro victorias en las pruebas contra los cinco participantes del Torneo de las Seis Naciones y ganando los 30 partidos ante clubes. Desde 2010 es miembro del World Rugby Salón de la Fama.

## Biografía

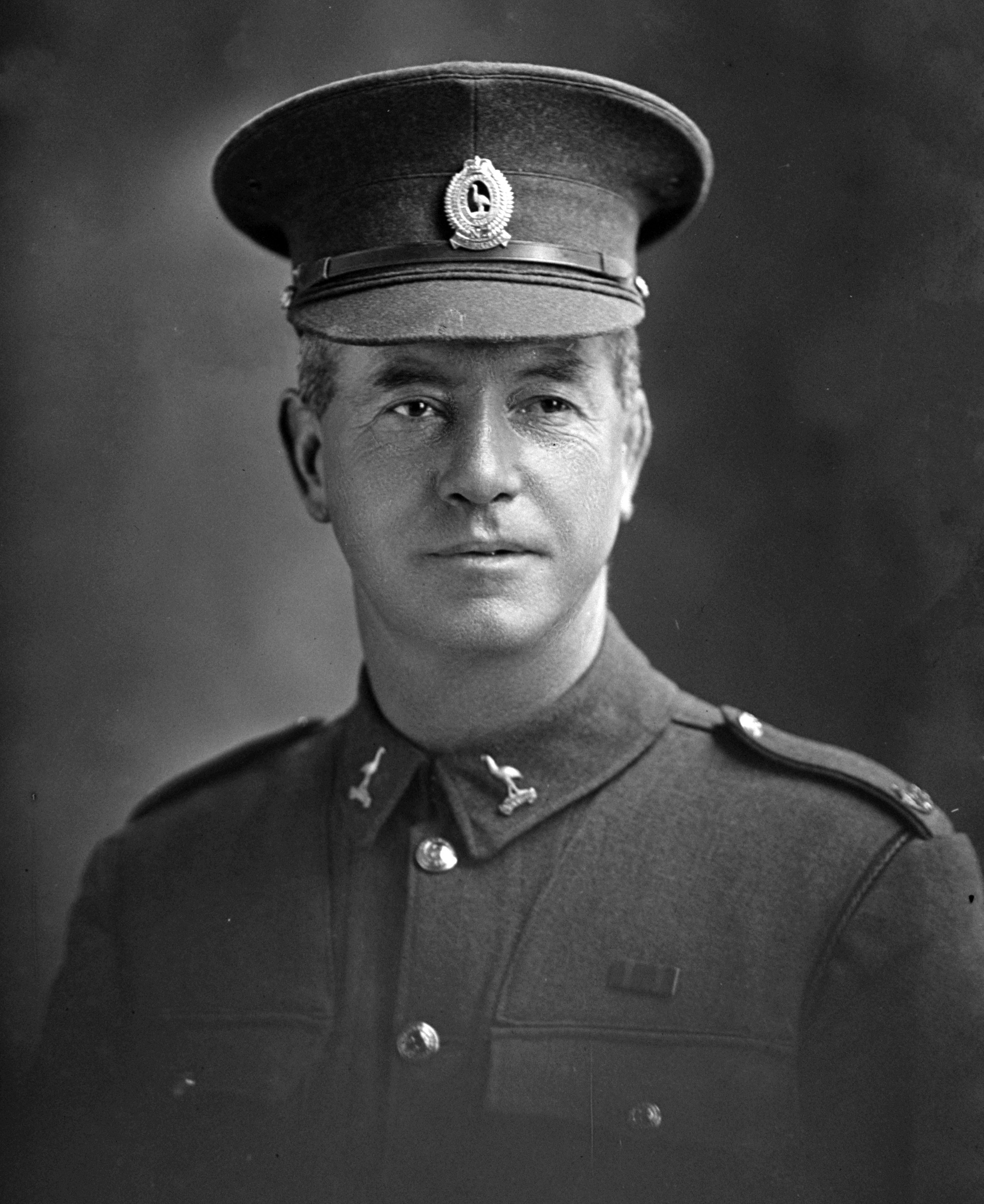
Gallaher sirviendo en 1917.

Fue el séptimo de once hermanos, en una familia presbiteriana. Su madre era maestra y su padre un fabricante de cortinas.
En 1878 la familia emigró a Nueva Zelanda y alteró su apellido, para reducir la confusión sobre su ortografía y pronunciación.
En 1886 su madre se enfermó, en 1887 perdió su trabajo, la condición siguió empeorando y murió de cáncer en septiembre. Con un padre de setenta años, David de trece, estuvo obligado a dejar la escuela secundaria y así poder ayudar a sus hermanos. Aceptó un trabajo con un agente de almacén y estación local.
Él y sus hermanos tuvieron que trabajar para impedir que las autoridades los pongan en adopción, y para eso en 1889 la familia se mudó a Auckland. Dave obtuvo trabajo en un matadero y lo mantuvo por el resto de su vida.
En 1906 se casó con Nellie Francis, quien era hermana del también All Black y amigo de Gallaher; Arthur Francis y el matrimonio tuvo una hija en 1908. Nellie falleció en 1969.

### Segunda guerra bóer
En 1901 se unió al ejército para servir en la segunda guerra bóer, recibió una cena de despedida en su club, fue alistado en la infantería montada y desembarcó en la República Sudafricana en marzo. Peleó en el frente, contrajo malaria; siendo hospitalizado y regresó a Nueva Zelanda en agosto de 1902.

### Primera Guerra Mundial
Pese a estar exento de la conscripción, debido a su edad, se alistó en mayo de 1916 y mientras esperaba su convocatoria se enteró de que un hermano menor; el sargento mayor Douglas Gallaher, había muerto en la batalla de Fromelles.
Fue destinado al Regimiento de Auckland de la División de Nueva Zelanda, llegó al Reino Unido donde fue ascendido a sargento y enviado a Campo Sling. Sus hermanos gemelos también lucharon en la «Gran Guerra» y Henry, que era minero, cayó en abril de 1917.
Dave luchó en la batalla de Messines y sobrevivió con su unidad pero durante la batalla de Broodseinde, en octubre de 1917, un trozo de metralla le atravesó su casco y fue rescatado grave del campo. Murió ese mismo día en un hospital de campaña, tenía 43 años.

## Carrera
Llamó la atención por primera vez mientras vivía en Katikati, ya en Auckland jugó en Parnell y debutó con la primera en 1890. Se cambió al Ponsonby Rugby Club cuando su familia se mudó en 1895 y jugó en el hasta su retiro.
Representó a la Isla Norte en 1903 (derrota 12–5) y 1905 (victoria 26–0), jugando dos Norte vs. Sur.
Debutó con los All Blacks en agosto de 1903 ante los Wallabies. Jugó además contra los Leones Británicos e Irlandeses en 1904, en 1905 enfrentó al XV del Cardo, Inglaterra y los Dragones rojos (fue la única derrota), su última prueba sucedió el año Nuevo de 1906 y frente a Les Bleus.

### Wing forward
En 1893 los neozelandeses inventaron la función; en vez de formar el scrum normal, el hooker jugaba suelto y marcaba al medio scrum o al octavo. Dicha ventaja trajo polémica en todo el mundo y finalmente la World Rugby prohibió efectivamente el puesto en 1931.

## Entrenador

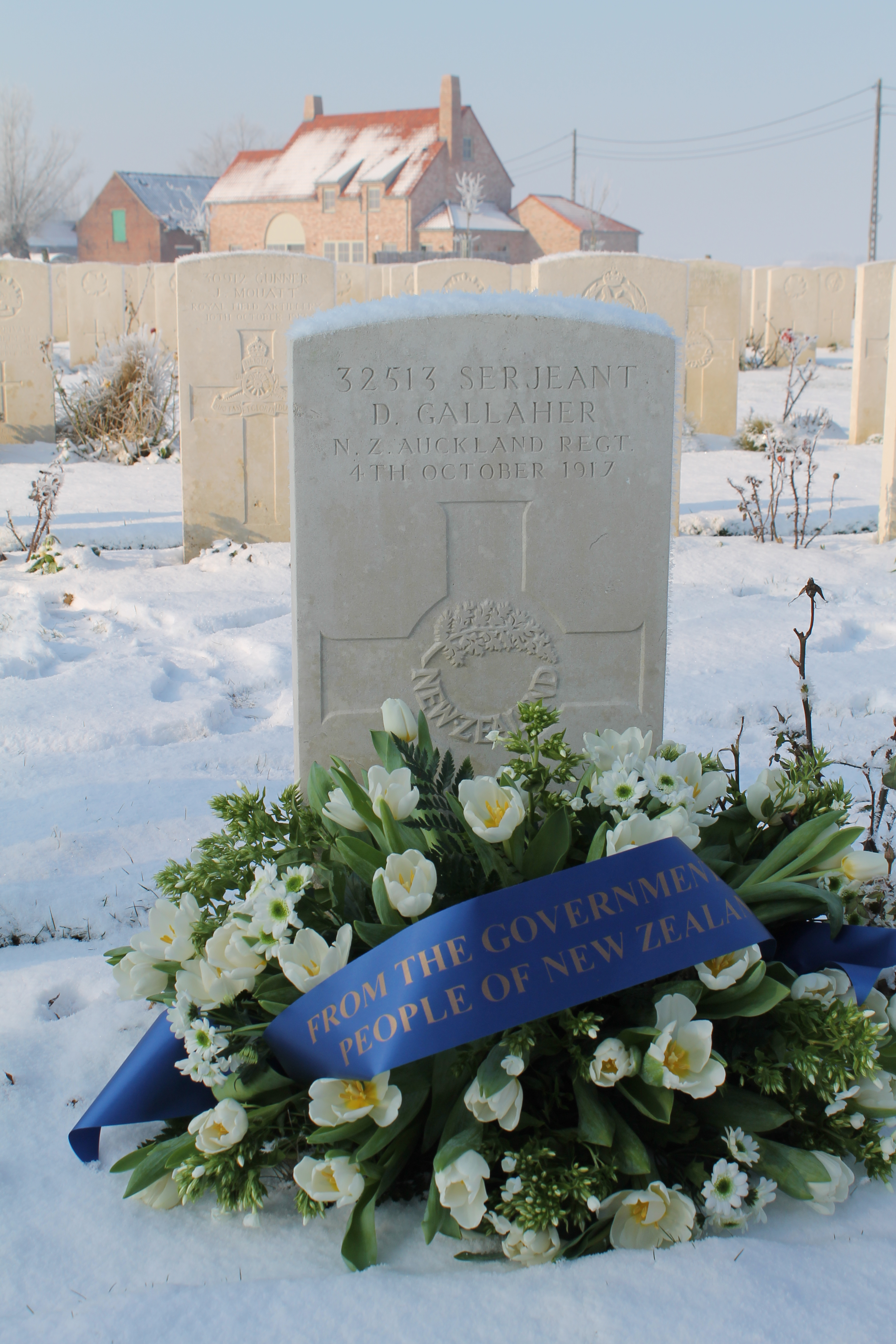
Su tumba está en un cementerio de Bélgica.

Se retiró después de la gira de los All Blacks e inició como entrenador, dirigiendo al Ponsonby y a Auckland hasta 1916. La provincia disputó 65 partidos, ganó 48, perdió 11 y empató 6; e incluso Gallaher jugó algunos en 1909 por lesiones. Auckland mantuvo el Escudo Ranfurly de 1905 a 1913; defendiéndolo con éxito 23 veces hasta la derrota con los Taranaki Bulls; venció a los Leones Británicos e Irlandeses durante la polémica gira de 1908, (hoy extrañamente) a los Māori All Blacks en 1910 y a los Wallabies en 1913.

### All Blacks
En 1907 fue nombrado seleccionador nacional y ganó la serie, 2–0 y un empate, contra los Leones de 1908. En total Nueva Zelanda disputó 16 pruebas; empató dos, perdió solo una y ganó las trece restantes.

## Legado
Por su servicio en la Primera Guerra Mundial recibió, de manera póstuma, la Medalla de Guerra Británica y la Medalla de la Victoria. Está enterrado en la tumba N° 32.513 del cementerio británico Nine Elms en Poperinge, una localidad de Bélgica, es visitado regularmente por los equipos neozelandeses de gira y su lápida tiene grabado el helecho plateado.
Desde 1922 se premia con el Escudo Gallaher al ganador del campeonato de clubes de Auckland. Desde 2000 Nueva Zelanda y Les Bleus se disputan el Trofeo Dave Gallaher.
En 2005 fue investido al Salón de la Fama del Rugby y en 2011 Fred Allen, entonces el All Black vivo más anciano, inauguró una estatua de bronce de 2.7 m de altura junto a una de las entradas al Eden Park.